# Progressistes (Letònia)
Els Progressistes (en letó: Progresīvie, ['pɾɔgɾesiːviɛ]) són un partit polític socialdemòcrata i ecologista de Letònia fundat al 2017.

## Història
El partit és successor de l'associació del mateix nom que va ser fundada el 26 de març de 2011 i dirigida per Ansis Dobelis. Realitzat el salt a partit polític al 2017, van participar de les eleccions locals del mateix any, obtenint alguns regidors, i de les eleccions legislatives de 2018, obtenint el 2.63% i cap diputat. Els Progressistes van descartar entrar a la coalició liberal Desenvolupament/Per!, considerant que s'havien d'assegurar les polítiques d'esquerres. Resultats similars van obtenir a les eleccions europees de 2019, amb prop del 3% i sense representació al Parlament Europeu, provocant la dimissió del llavors President del partit Roberts Putnis.
Tanmateix, a les eleccions anticipades de Riga el partit va optar per presentar-se en coalició amb Desenvolupament/Per!, al·legant que les diferències ideològiques no són tan importants a nivell local i subratllant la importància d'acabar amb el govern. La llista va obtenir una sorprenent primera posició amb 18 dels 60 escons, dels quals 9 eren Progressistes i 2 independents propers al partit.
Aprofitant l'impuls que suposava governar la capital, el partit va presentar-se a les eleccions de 2022 en millors condicions, aconseguint doblar els darrers resultats i entrar al Saeima amb 10 diputats. Tot i que van formar part de l'oposició fins al 2023, posteriorment entrarien al nou gabinet format pels Progressistes, Nova Unitat i la Unió de Verds i Agricultors.
Més recentment, el partit va obtenir un eurodiputat a les eleccions europees de 2024, amb el 7.53% dels vots, el seu millor resultat històric.

## Resultats electorals

### Eleccions legislatives
| Any  | Líder            | Resultats | Resultats | Resultats | Resultats | Resultats | Pos. | Govern               |
| Any  | Líder            | Vots      | %         | ±         | Escons    | +/–       | Pos. | Govern               |
| ---- | ---------------- | --------- | --------- | --------- | --------- | --------- | ---- | -------------------- |
| 2018 | Roberts Putnis   | 22,078    | 2.63      | Nou       | 0 / 100   | Nou       | 10è  | Extraparlamentari    |
| 2022 | Kaspars Briškens | 56,327    | 6.23      | 3.60      | 10 / 100  | 10        | 7è   | Opposition (2022-23) |
| 2022 | Kaspars Briškens | 56,327    | 6.23      | 3.60      | 10 / 100  | 10        | 7è   | Coalició (2023-)     |

### Parlament Europeu
| Any  | Líder       | Vots   | %          | Escons | +/– | Grup      |
| ---- | ----------- | ------ | ---------- | ------ | --- | --------- |
| 2019 | Gunta Anča  | 13,705 | 2.91 (#10) | 0 / 8  | Nou | –         |
| 2024 | Elīna Pinto | 38,752 | 7.53 (#5)  | 1 / 9  | 1   | Verds–ALE |